# 遠藤基信
遠藤基信（1532年—1585年）為日本戰國時代到安土桃山時代武將，伊達氏輝宗時代的首席家臣，號不入齋，子遠藤宗信。

## 生平
根據「伊達世臣家譜」記載，基信為陸奧國信夫郡（現在的福島市）八丁目城下西光寺住持之子，少時周遊各國，之後來到米澤城，而仕官於伊達氏。起初為中野宗時家臣，宗時在晴宗、輝宗父子相爭時欲舉兵支持晴宗，基信發現宗時此舉後，向輝宗密告。事後，輝宗原欲大幅追究牽連此事的家臣，但基信力諫輝宗從輕發落，以免家臣團的分化。此後因出色的才能得到輝宗賞識，拔擢為家中宿老，領有1500石俸祿。
基信具有出色的外交手腕，與織田信長、德川家康、北條氏照、柴田勝家等人頻繁書信往來，進行交涉，而後來成為政宗軍師的名將片倉景綱也是由他所推舉。基信曾進言輝宗積極和信長建立友好關係，於是輝宗便時常贈與信長鷹和馬等奧羽名產。換而言之，遠藤基信就是伊達輝宗當政時期、伊達氏家臣團的領袖。天正13年（1585年）、輝宗遭畠山義繼（二本松義繼）挾持而導致死亡（死因有多種說法）。待輝宗亡故後13日所辦的法會結束，基信在舊主墓前自刃殉死。墓所位於山形縣高富町資福寺跡，鄰近輝宗之墓。

## 相關作品
- 大河劇-獨眼龍政宗（神山繁）